# Transplants (album)
Transplants is het debuutalbum van de gelijknamige Amerikaanse supergroep Transplants. Het album werd door Hellcat Records op 22 oktober uitgegeven.

## Nummers
1. "Romper Stomper" - 3:18 (ft. Eric Ozenne)
2. "Tall Cans in the Air" - 3:43
3. "D.J. D.J." - 4:01
4. "Diamonds and Guns" - 4:01 (ft. Son Doobie)
5. "Quick Death" - 3:36 (ft.  Davey Havok)
6. "Sad But True" - 4:26
7. "Weigh on My Mind" - 3:22 (ft. Brody Dalle)
8. "One Seventeen" - 2:01
9. "California Babylon" - 4:05
10. "We Trusted You" - 4:35 (ft. Lars Frederiksen)
11. "D.R.E.A.M." - 4:42 (ft. Danny Diablo)
12. "Down in Oakland" - 3:22